# Оріхівська сільська рада (Сакський район)
Орі́хівська сільська́ ра́да — адміністративно-територіальна одиниця та орган місцевого самоврядування в Сакському районі Автономної Республіки Крим. Адміністративний центр — село Оріхове.

## Загальні відомості
- Населення ради: 9 149 осіб (станом на 2001 рік)

## Населені пункти
Сільській раді підпорядковані населені пункти:
- с. Оріхове
- с. Михайлівка
- с. Червоне
- с. Чоботарка

## Склад ради
Рада складається з 30 депутатів та голови.
- Голова ради:
- Секретар ради: Касьян Ольга Олександрівна

### Керівний склад попередніх скликань
| Прізвище, ім'я, по батькові | Основні відомості                                                                             | Дата обрання | Дата звільнення |
| --------------------------- | --------------------------------------------------------------------------------------------- | ------------ | --------------- |
| Чеснокова Галина Іванівна   | Сільський голова, 1959 року народження, член Соціал-демократичної партії України (об'єднаної) | 26.03.2006   | 31.10.2010      |
| Чеснокова Галина Іванівна   | Сільський голова, 1957 року народження, освіта вища, член Партії регіонів                     | 31.10.2010   | 02.12.2013      |

Примітка: таблиця складена за даними сайту Верховної Ради України

### Депутати
За результатами місцевих виборів 2010 року депутатами ради стали:

#### За суб'єктами висування
| Суб'єкт висування                 | Кількість обраних депутатів | %   |
| --------------------------------- | --------------------------- | --- |
| Партія регіонів                   | 15                          | 50  |
| Самовисування                     | 12                          | 40  |
| Політична партія «Сильна Україна» | 2                           | 6,7 |
| Політична партія «Руська Єдність» | 1                           | 3,3 |

#### За округами
| № округу                          | Прізвище, ім'я, по батькові      | Дата визнання обраним | Освіта             | Партійна приналежність                  | Відомості про обраного депутата                                     |
| --------------------------------- | -------------------------------- | --------------------- | ------------------ | --------------------------------------- | ------------------------------------------------------------------- |
| Партія регіонів                   |                                  |                       |                    |                                         |                                                                     |
| 1                                 | Ярошенко Олена Миколаївна        | 31.10.2010            | вища               | член Партії регіонів                    | Сакське ТМУ, медична сестра                                         |
| 2                                 | Донгаузер Віктор Іванович        | 31.10.2010            | середня            | член Партії регіонів                    | тимчасово не працює                                                 |
| 4                                 | Кас'ян Ольга Олександрівна       | 31.10.2010            | вища               | член Партії регіонів                    | кафе «Петриківка», завідувачка                                      |
| 9                                 | Савченко Валентина Миколаївна    | 31.10.2010            | вища               | член Партії регіонів                    | СТОВ ім. Степанова, бухгалтер                                       |
| 11                                | Дорошенко Світлана Вікторівна    | 31.10.2010            | вища               | член Партії регіонів                    | Оріхівська сільська рада, секретар                                  |
| 15                                | Галас Марія Михайлівна           | 31.10.2010            | середня            | член Партії регіонів                    | пенсіонер                                                           |
| 17                                | Криштопов Микола Олексійович     | 31.10.2010            | вища               | член Партії регіонів                    | СТОВ ім Степанова, директор                                         |
| 18                                | Полнікова Тетяна Федорівна       | 31.10.2010            | вища               | член Партії регіонів                    | Михайлівська загальноосвітня школа, дтректор                        |
| 19                                | Смирнова Тетяна Миколаївна       | 31.10.2010            | вища               | член Партії регіонів                    | дитячий дошкільний заклад с. Михайлівка, завідувачка                |
| 20                                | Головастова Валентина Миколаївна | 31.10.2010            | середня            | член Партії регіонів                    | пенсіонер                                                           |
| 22                                | Косинець Світлана Володимирівна  | 31.10.2010            | вища               | член Партії регіонів                    | пенсіонер                                                           |
| 24                                | Сологуб Ірина Володимирівна      | 31.10.2010            | вища               | член Партії регіонів                    | центр реабілітації пенсіонерів та інвалідів с. Червоне, завідувачка |
| 25                                | Джоркашвілі Михайло Миколайович  | 31.10.2010            | вища               | член Партії регіонів                    | ПСП «Мрія», директор                                                |
| 29                                | Медвєдєва Наталя Віталіївна      | 31.10.2010            | вища               | член Партії регіонів                    | Червонівська загальноосвітня школа, директор                        |
| 30                                | Шеремет Олександр Володимирович  | 31.10.2010            | вища               | член Партії регіонів                    | тимчасово не працює                                                 |
| Політична партія «Руська Єдність» |                                  |                       |                    |                                         |                                                                     |
| 23                                | Нікітін Володимир Володимирович  | 31.10.2010            | середня            | член Політичної партії «Руська Єдність» | тимчасово не працює                                                 |
| Політична партія «Сильна Україна» |                                  |                       |                    |                                         |                                                                     |
| 5                                 | Шуцький Сергій Володимирович     | 31.10.2010            | середня            | член Політичної партії «Сильна Україна» | тимчасово не працює                                                 |
| 28                                | Бекірбаєв Леванер Рифатович      | 31.10.2010            | середня            | член Політичної партії «Сильна Україна» | тимчасово не працює                                                 |
| Самовисування                     |                                  |                       |                    |                                         |                                                                     |
| 3                                 | Хомицький Віктор Миколайович     | 31.10.2010            | вища               | позапартійний                           | приватний підприємець                                               |
| 6                                 | Долинський Василь Леонідович     | 31.10.2010            | середня            | позапартійний                           | тимчасово не працює                                                 |
| 7                                 | Міна Олексій Вікторович          | 31.10.2010            | середня            | позапартійний                           | приватне підприємство                                               |
| 8                                 | Павлович Тамара Іллівна          | 31.10.2010            | вища               | позапартійна                            | Червонівська загальноосвітня школа, завуч                           |
| 10                                | Гладінова Олександра Дмитрівна   | 31.10.2010            | середня спеціальна | позапартійна                            | пенсіонер                                                           |
| 12                                | Аттаров Заурбек Мамедович        | 31.10.2010            | середня            | позапартійний                           | пенсіонер                                                           |
| 13                                | Ричко Галина Петрівна            | 31.10.2010            | вища               | позапартійна                            | приватний підприємець                                               |
| 14                                | Гутікова Наталя Володимирівна    | 31.10.2010            | вища               | позапартійна                            | приватний підприємець                                               |
| 16                                | Рехлицький Ленід Еддісонович     | 31.10.2010            | середня            | позапартійний                           | пенсіонер                                                           |
| 21                                | Субботкин Віктор Анатолійович    | 02.01.2011            | вища               | член Партії регіонів                    | Оріхівська сільрада, спеціаліст по землеустрою                      |
| 26                                | Захарова Валентина Сергіївна     | 31.10.2010            | вища               | позапартійна                            | пенсіонер                                                           |
| 27                                | Вєлієв Ромазан Сеітвелієвич      | 31.10.2010            | середня            | позапартійний                           | тимчасово не працює                                                 |